# Samonac
Samonac is een gemeente in het Franse departement Gironde (regio Nouvelle-Aquitaine) en telt 377 inwoners (1999). De plaats maakt deel uit van het arrondissement Blaye.

## Geografie
De oppervlakte van Samonac bedraagt 3,9 km², de bevolkingsdichtheid is 96,7 inwoners per km².
De onderstaande kaart toont de ligging van Samonac met de belangrijkste infrastructuur en aangrenzende gemeenten.

## Demografie
Onderstaande figuur toont het verloop van het inwonertal (bron: INSEE-tellingen).